# St.-Helena-Ralle
Die St.-Helena-Ralle (Aphanocrex podarces) war eine große flugunfähige Ralle von der Insel St. Helena. Sie starb im frühen 16. Jahrhundert aus.

## Merkmale
Die St.-Helena-Ralle war ziemlich groß und erreichte fast die Größe der neuseeländischen Wekaralle (Gallirallus australis). Im Gegensatz zur Wekaralle war sie allerdings schlanker. Dadurch, dass St. Helena bis ins 16. Jahrhundert frei von Beutegreifern war, büßte sie ihre Flugfähigkeit ein. Ihre Flügel waren aber offenbar besser entwickelt als die der Rallen von Ascension (Mundia elpenor) und Inaccessible (Atlantisia rogersi). Zudem hatte sie starke Zehen mit langen Krallen, mit denen sie gut an das Klettern und Hinabflattern an den steilen Talhängen angepasst war.

## Lebensweise
Die St.-Helena-Ralle ernährte sich möglicherweise von den Eiern und Küken der Land- und Küstenvögel sowie von Schnecken. 

## Aussterben
Wie andere bodenbrütende Vögel St. Helenas, wie z. B. das St.-Helena-Sumpfhuhn und der St.-Helena-Wiedehopf wurde sie vermutlich ein Opfer von eingeschleppten Säugetieren wie Katzen und Ratten.

## Systematik
Als der amerikanische Ornithologe Alexander Wetmore 1963 die Art anhand von subfossilen Knochen, die in der Prosperous Bay auf St. Helena gefunden wurden, beschrieb, klassifizierte er sie in die neue Gattung Aphanocrex. Der amerikanische Paläontologe Storrs Olson hielt sie jedoch für artverwandt mit der Atlantisralle (Atlantisia rogersi) von Inaccessible und der Ascension-Ralle und synonymisierte 1973 die Gattung Aphanocrex mit der Gattung Atlantisia. In jüngster Zeit gehen viele Wissenschaftler jedoch davon aus, dass sich die Rallen von St. Helena, Ascension und Inaccessible unabhängig voneinander entwickelt haben und es keine engere Verwandtschaft zwischen der St.-Helena-Ralle und der Atlantisralle gibt. Deshalb hat man sie wieder in die Gattung Aphanocrex gestellt.